# 柄斑始麗魚
柄斑始麗魚又名尼加拉瓜湖始麗魚，為輻鰭魚綱䲁形目麗魚科的一種，也是始麗魚屬的唯一一種，分布於中美洲宏都拉斯及尼加拉瓜的淡水流域，體長可達11公分，棲息在植被生長、溫暖的溪流、沼澤、湖泊的淺水域，屬雜食性，以昆蟲及有機碎屑等為食，生活習性不明。

## 擴展閱讀
- 維基物種上的相關：尼加拉瓜湖始麗魚